# Rosenbauer

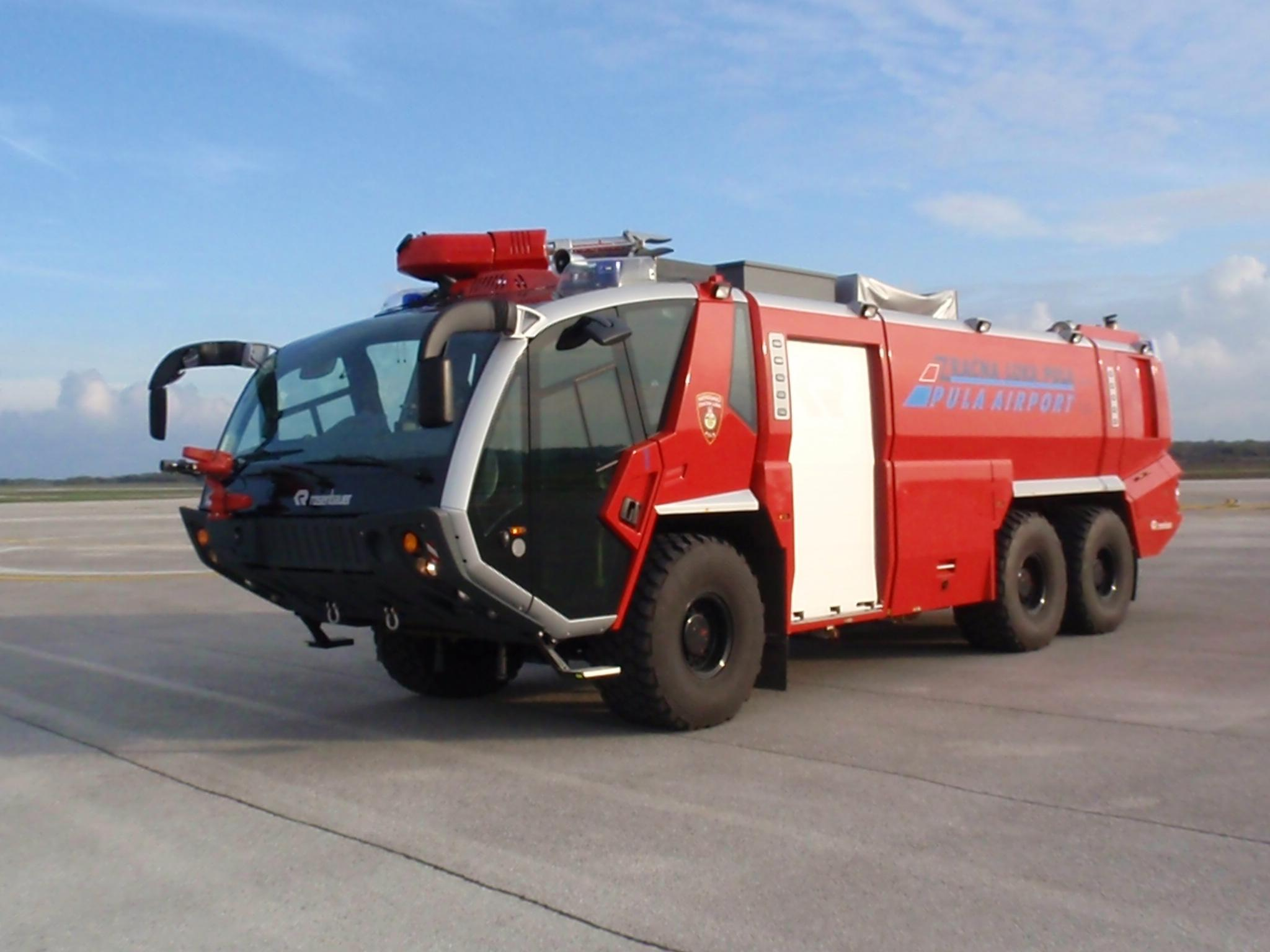
Modelo Panther 6x6, usado em aeroportos.

A Rosenbauer International AG é um fabricante de equipamentos para bombeiros austríaco com sede em Leonding, Alta Áustria. A empresa de capital aberto está listada na Bolsa de Viena e é um dos maiores fabricantes mundiais de carros de bombeiro.

## História

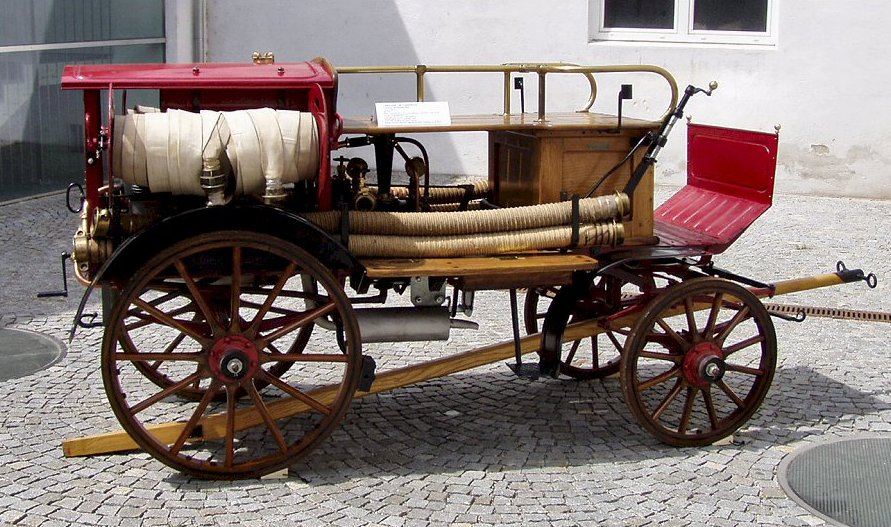
Modelo Linz II a, de 1923.

A empresa foi fundada em 1866 por Johann Rosenbauer (1828—1894) em Linz, vendendo (entre outros) mangueiras, capacetes e utensílios para esportes e jogos.
Em 1888 a empresa foi continuada por Konrad Rosenbauer (1856—1906) que iniciou a produção de bombas hidráulicas e outros equipamentos. O primeiro veículo foi produzido em 1919. Em 1968 a empresa mudou para a sede atual e foi reorganizada sob a denominação atual em 1988 (GmbH) e 1992 (AG).

## Hoje

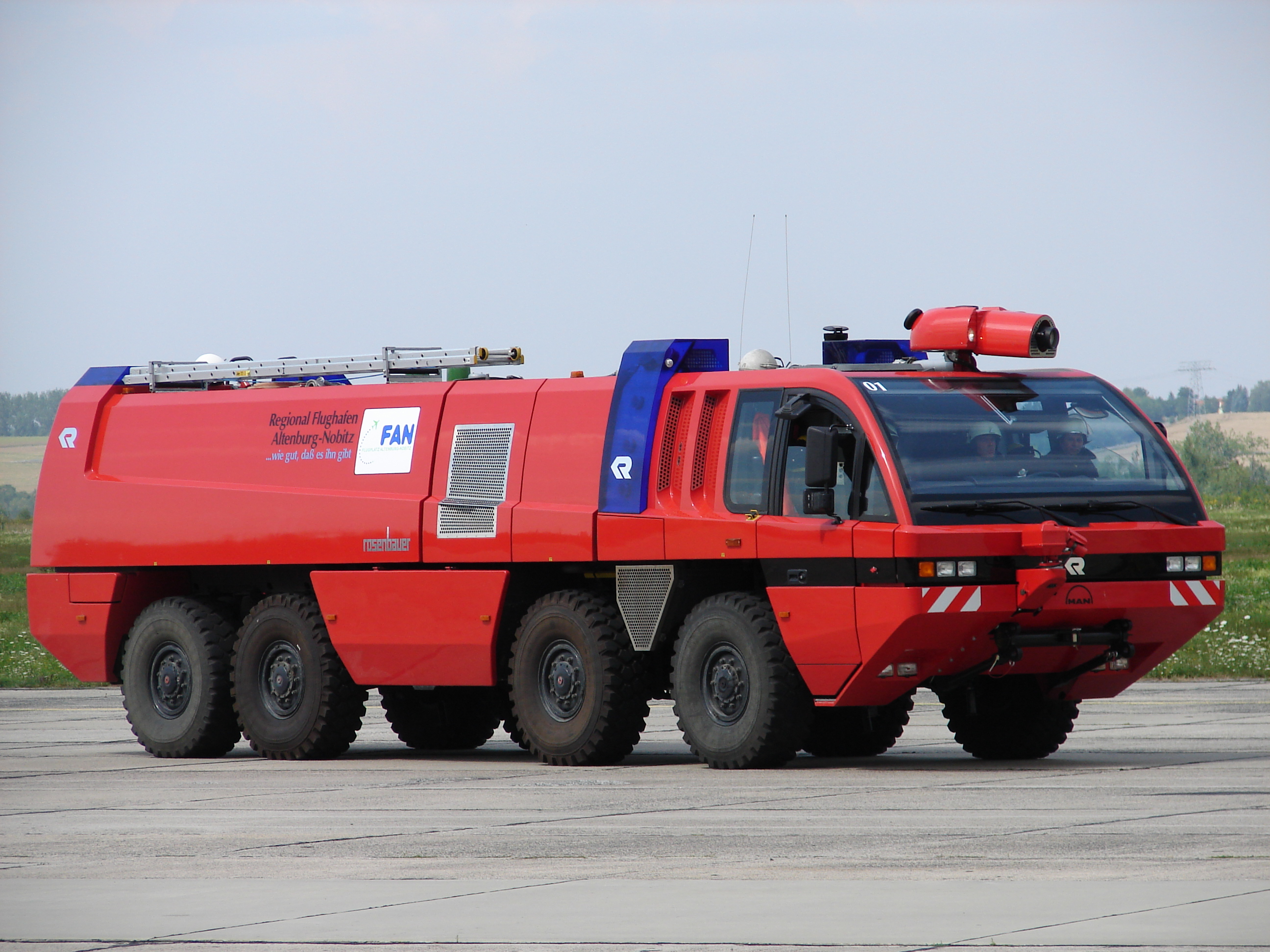
Modelo Panther 8x8, de 2006.

Em nove locais de produção a empresa alcancou com cerca de 1.800 empregados um faturamento de € 500 milhões em 2008. 89% do seu volume de vendas são exportações. Locais de produção fora da Áustria são Luckenwalde, Karlsruhe (subsidiária Metz), Passau (Alemanha), Oberglatt (Suíça), Madrid (Espanha), Lyons (EUA) e Cidade de Singapura (singapura).
A empresa produz (entre outros) sistemas de extinção, veículos para corpo de bombeiros civis e veículos especiais, empregados em indústrias e areoportos. O modelo Panther recebeu diversas premiações de design de produto, entre outros o International Design Excellence Award em 2008 e o red dot design award em 2006.